# Scotogramma fervida
Scotogramma fervida är en fjärilsart som beskrevs av Barnes och Mcdunnough 1912. Scotogramma fervida ingår i släktet Scotogramma och familjen nattflyn. Inga underarter finns listade.